# Echinorhinus brucus
Il ronco (Echinorhinus brucus Bonnaterre, 1788) è un pesce cartilagineo d'acqua salata appartenente alla famiglia Echinorhinidae.

## Descrizione
È uno squalo con un lungo corpo cilindrico, ricoperto da grandi dentelli cutanei che protrudono dalla superficie, privo di pinna anale, con due piccole pinne dorsali poste molto posteriormente, prossime alla pinna caudale, e cinque aperture branchiali. Può raggiungere una lunghezza massima di 3,94 m e un peso di 227 kg.

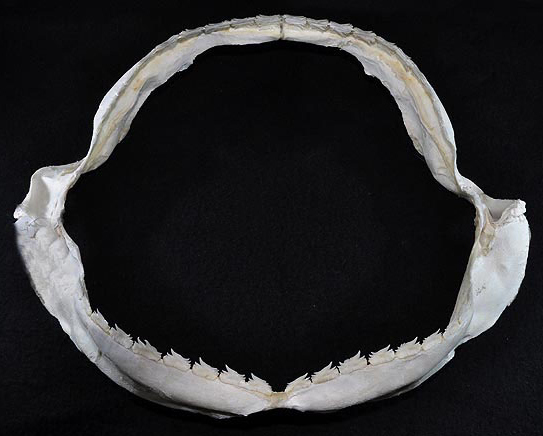
Le fauci

## Distribuzione e habitat
Questa specie è presente nell'Oceano Atlantico occidentale, dalla Georgia al Maine e l'Argentina, nell'Atlantico orientale dal Sudafrica alla Norvegia, nella maggior parte del Mediterraneo, Mozambico, il Mar Arabo , nell'Oceano Indiano dal Sud dell'India allo Sri Lanka, nell'Oceano Pacifico nei pressi di Honshū in Giappone nel sud dell'Australia e Nuova Zelanda. Specie bentonica, il ronco abita pendii continentali e insulari a una profondità di 400-900 m. Tuttavia è stato segnalato ad una profondità di 18 m, in aree fredde. Invece nelle acque europee, durante l'estate, questa specie può migrare in profondità più basse sui 20-200 m.

## Biologia

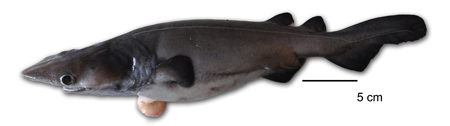
Un piccolo appena nato con il sacco vitellino

Di natura lenta, il ronco si nutre di squali più piccoli (come lo spinarolo), pesci ossei e granchi . Le grandi dimensioni della sua faringe, rispetto alla sua bocca, suggeriscono che potrebbe catturare le prede per aspirazione. Questa specie è vivipara; le femmine hanno due ovaie funzionali e due uteri. Si stima che i cuccioli appena nati misurino 40-50 cm di lunghezza. I denticoli dermici negli embrioni sono a breve sottosviluppati, compaiono come piccole spine situate all'interno di fossette aperte della pelle. Le dimensioni alla maturità sessuale sono incerte; i maschi e le femmine maturi più piccoli conosciuti sono lunghi rispettivamente 1,5 m e 2,1 m.